# Jowharīn
Jowharīn (persiska: جوهرين) är en ort i Iran.   Den ligger i provinsen Qazvin, i den nordvästra delen av landet, 150 km väster om huvudstaden Teheran. Jowharīn ligger 1 239 meter över havet och antalet invånare är 653.
Terrängen runt Jowharīn är platt, och sluttar österut.Runt Jowharīn är det ganska tätbefolkat, med 108 invånare per kvadratkilometer. Närmaste större samhälle är Tākestān, 12,2 km nordväst om Jowharīn. Trakten runt Jowharīn består till största delen av jordbruksmark.